# Challenger de Drummondville
O Challenger de Drummondville, atualmente patrocinado como Challenger Banque Nationale de Drummondville, é uma competição de tênis, que acontece em piso rápido, válido pelo ATP Challenger Tour, em Drummondville, Quebec, Canadá, desde 2015. Foi realizado em Rimouski, Quebec, Canadá de 2006 a 2014.

## Edições

### Simples
| Local         | Ano             | Campeão            | Vice-Campeão        | Placar                    |
| ------------- | --------------- | ------------------ | ------------------- | ------------------------- |
| Drummondville | 2020            | Maxime Cressy      | Arthur Rinderknech  | 6–7(4–7), 6–4, 6–4        |
| Drummondville | 2019            | Ričardas Berankis  | Yannick Maden       | 6–3, 7–5                  |
| Drummondville | 2018            | Denis Kudla        | Benjamin Bonzi      | 6–0, 7–5                  |
| Drummondville | 2017            | Denis Shapovalov   | Ruben Bemelmans     | 6–3, 6–2                  |
| Drummondville | 2016            | Daniel Evans       | Edward Corrie       | 6–3, 6–4                  |
| Drummondville | 2015            | John-Patrick Smith | Frank Dancevic      | 6–7(11–13), 7–6(7–3), 7–5 |
| Rimouski      |                 |                    |                     |                           |
| 2014          | Samuel Groth    | Ante Pavić         | 7–6(7–3), 6–2       |                           |
| 2013          | Rik de Voest    | Vasek Pospisil     | 7–6(8–6), 6–4       |                           |
| 2012          | Vasek Pospisil  | Maxime Authom      | 7–6(8–6), 6–4       |                           |
| 2011          | Fritz Wolmarans | Bobby Reynolds     | 6–7(2), 6–3, 7–6(3) |                           |
| 2010          | Rik de Voest    | Tim Smyczek        | 6–0, 7–5            |                           |
| 2009          | Não Aconteceu   | Não Aconteceu      | Não Aconteceu       |                           |
| 2008          | Ryan Sweeting   | Kristian Pless     | 6-4, 7-6            |                           |
| 2007          | Brendan Evans   | Ilija Bozoljac     | 6-7, 6-4, 6-4       |                           |
| 2006          | Kristian Pless  | Lu Yen-hsun        | 6-4, 7-6            |                           |

### Duplas
| Local         | Ano                              | Campeão                              | Vice-Campeão                         | Placar             |
| ------------- | -------------------------------- | ------------------------------------ | ------------------------------------ | ------------------ |
| Drummondville | 2020                             | Manuel Guinard Arthur Rinderknech    | Roberto Cid Subervi Gonçalo Oliveira | 7–6(7–4), 7–6(7–3) |
| Drummondville | 2019                             | Scott Clayton Adil Shamasdin         | Matt Reid John-Patrick Smith         | 7–5, 3–6, [10–5]   |
| Drummondville | 2018                             | Joris De Loore Frederik Nielsen      | Luis David Martínez Filip Peliwo     | 6–4, 6–3           |
| Drummondville | 2017                             | Sam Groth Adil Shamasdin             | Matt Reid John-Patrick Smith         | 6–3, 2–6, [10–8]   |
| Drummondville | 2016                             | James Cerretani Max Schnur           | Daniel Evans Lloyd Glasspool         | 3–6, 6–3, [11–9]   |
| Drummondville | 2015                             | Philip Bester Chris Guccione         | Frank Dancevic Frank Moser           | 6–4, 7–6(8–6)      |
| Rimouski      |                                  |                                      |                                      |                    |
| 2014          | Edward Corrie Daniel Smethurst   | Germain Gigounon Olivier Rochus      | 6–2, 6–1                             |                    |
| 2013          | Samuel Groth John-Patrick Smith  | Philipp Marx Florin Mergea           | 7–6(7–5), 7–6(9–7)                   |                    |
| 2012          | Tomasz Bednarek Olivier Charroin | Jaan-Frederik Brunken Stefan Seifert | 6–3, 6–2                             |                    |
| 2011          | Treat Conrad Huey Vasek Pospisil | David Rice Sean Thornley             | 6–0, 6–1                             |                    |
| 2010          | Kaden Hensel Adam Hubble         | Scott Lipsky David Martin            | 7–6(5), 3–6, [11–9]                  |                    |
| 2009          | Não Aconteceu                    | Não Aconteceu                        | Não Aconteceu                        |                    |
| 2008          | Vasek Pospisil Milos Raonic      | Kristian Pless Michael Ryderstedt    | 5-7, 6-4, [10-6]                     |                    |
| 2007          | Daniel King-Turner Robert Smeets | Brendan Evans Alberto Francis        | 7-5, 6-7, [10-7]                     |                    |
| 2006          | Frederik Nielsen Kristian Pless  | Jasper Smit Martijn van Haasteren    | 6-2, 6-4                             |                    |